# ويلي ري
ويلي ري (بالهولندية: Willy Rey)‏ هي بلاي ميت وعارضة هولندية، ولدت في 25 أغسطس 1949 في روتردام في هولندا، وتوفيت في 13 أغسطس 1973 في فانكوفر في كندا.